# Desert Trip

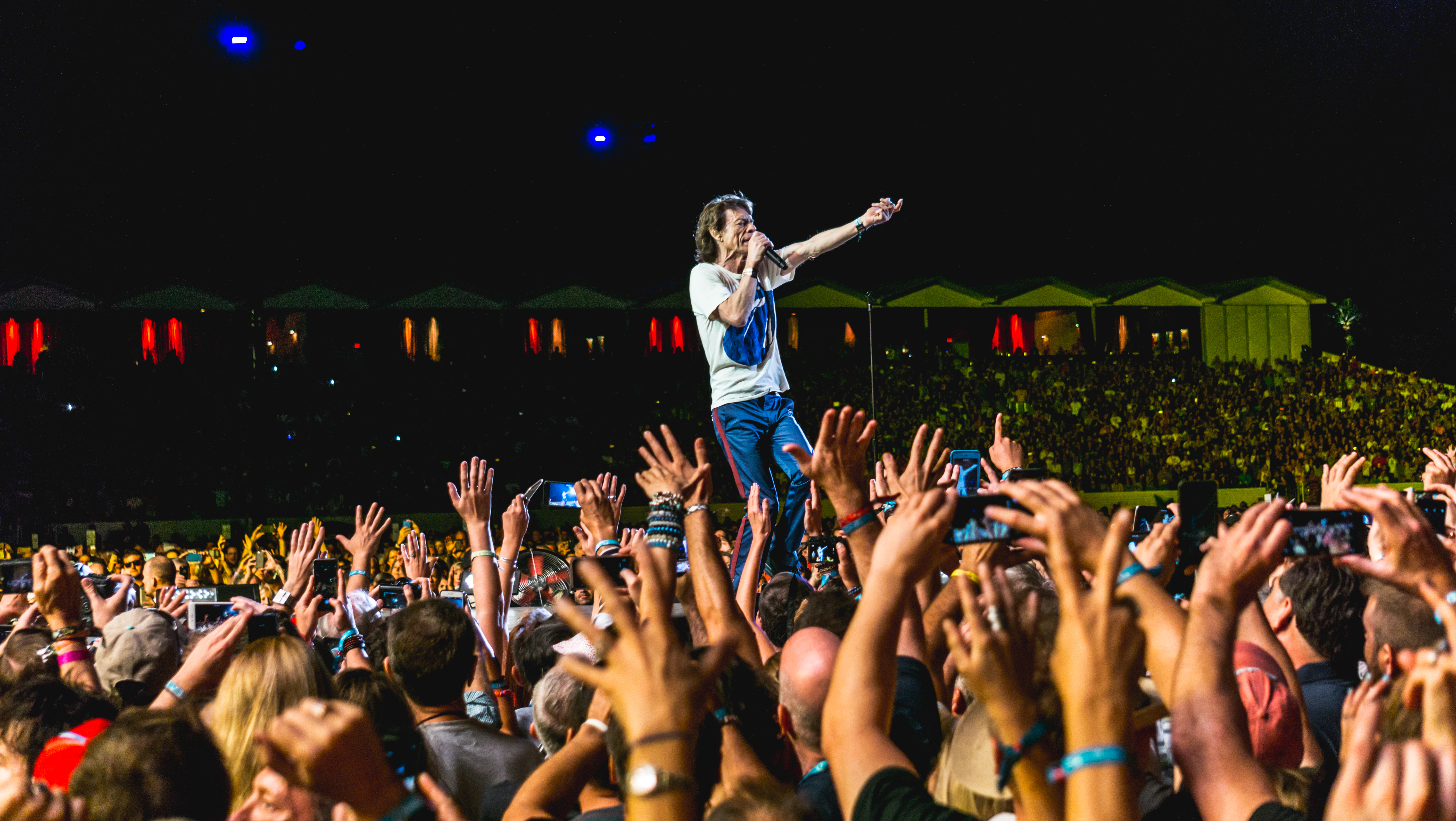
Mick Jagger en su actuación del 7 de octubre de 2016

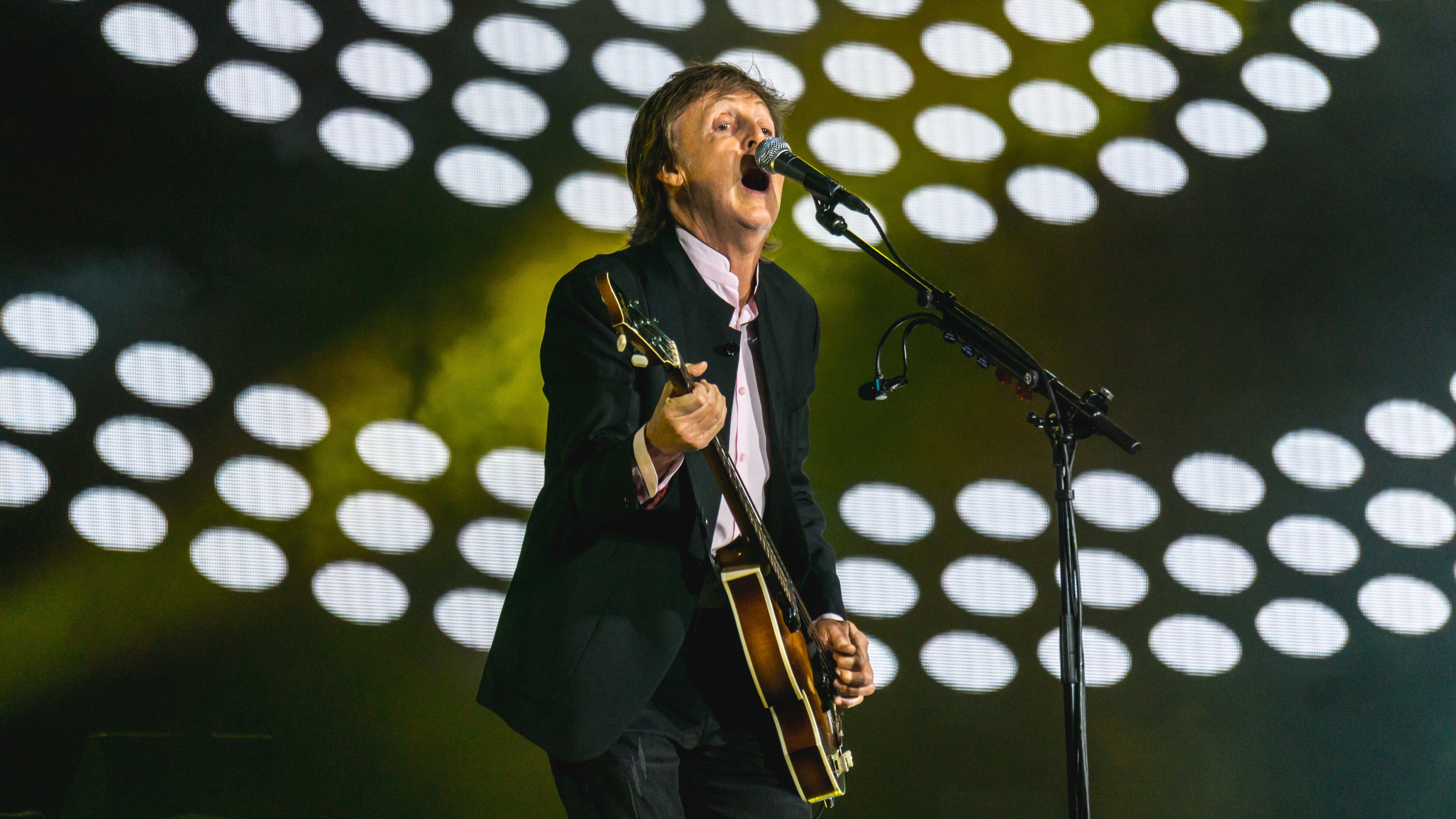
Paul McCartney en su actuación del 8 de octubre de 2016

El Desert Trip fue un festival de rock clásico desarrollado en dos fines de semana (7-9 de octubre y del 14-16 de octubre de 2016) en el Empire Polo Club en Indio (California). En ambos fines de semana se tuvo la participación de The Rolling Stones, Bob Dylan, Paul McCartney, Neil Young, Roger Waters, y The Who.

## Historia
Desert Trip fue fundando por el cofundador y productor del Festival Coachella, Paul Tollett. Según The New York Times, los asistentes gastaron $ 1,000 dólares en promedio en el evento.

## Actuaciones notables
Bob Dylan abrió el Desert Trip con su canción Rainy Day Women No. 12 & 35
Los Rolling Stones interpretaron Come Together de los Beatles en su primera presentación; al día siguiente, Paul McCartney devolvió el gesto tocando I Wanna Be Your Man.
En su actuación del 15 de octubre, McCartney invitó a la cantante Rihanna para que interpretaran la canción FourFiveSeconds. También invitó a Neil Young para interpretar Why Don't We Do It in the Road? y A Day In The Life/Give Peace A Chance.
La actuación de Bob Dylan el 14 de octubre se produjo el día después de que se anunciara como ganador del Premio Nobel de Literatura 2016.
Roger Water realizó comentarios negativos sobre Donald Trump sobre el muro que prometió construir entre Estados Unidos y México, y además expresó su apoyo a Palestina en su conflicto con Israel.

## Programación
- Viernes 7 y 14 de octubre

Bob Dylan, The Rolling Stones
- Sábados 8 y 15 de octubre

Neil Young, Paul McCartney
- Domingos 9 y 16 de octubre

The Who, Roger Waters